# فحيح
الفحيح هو صوت الأفاعي والثعابين الصادر من فمها، ويسمى صوت الأفاعي والثعابين عندما تزحف ويحتك جلدها مع الأرض بالحفيف.
تعرف كذلك على أصوات الحيوانات